# Neuseeland auf eigene Faust
Neuseeland auf eigene Faust ist ein deutscher Dokumentarfilm der Filmemacher Silke Schranz und Christian Wüstenberg. Erstaufführung war am 24. November 2008 im Arthouse-Kino ACUDkino in Berlin.

## Handlung
Mit zwei Kameras im Gepäck sind die beiden Filmemacher drei Monate kreuz und quer als Rucksacktouristen gereist und haben während der drei Monate jeden Tag ihre Erlebnisse dokumentiert.
Der erste Teil des Films, DVD 1 Neuseeland – Die Nordinsel beginnt in Auckland und führt über Raglan – Mount Taranaki – Wellington – Akitio – Napier – Mahia – East Cape – Rotorua – Tongariro – Coromandel Peninsula – Bay of Islands – Cape Reinga / Te Rerenga Wairua und Omapere wieder zurück in Neuseelands größte Stadt Auckland.
Der zweite Teil des Films, DVD 2 Neuseeland – Die Südinsel, folgt dieser Reiseroute: Überfahrt von der Nordinsel auf die Südinsel – Picton – Havelock – Kaiterteri – Farewell Spit – Buller Gorge – Punakaiki – Franz-Josef-Gletscher – Wanaka – Queenstown – Milford Sound/Piopiotahi – Slope Point – Dunedin – Christchurch – Kaikoura – Picton.
Neben der Landschaft werden verschiedene Aktivitäten wie Fallschirmspringen, Schwimmen mit Delfinen oder eine Walbeobachtungstour gezeigt.

## Produktion
Neuseeland auf eigene Faust ist der erste Reisefilm der unabhängigen Filmemacher Schranz und Wüstenberg. Sie leben in Frankfurt am Main und arbeiteten 15 Jahre lang für das Fernsehen. Für ihre Dokumentationen machen die beiden von der Regie über Kamera, Schnitt, Ton und Text bis zum fertigen Film alles zu zweit.
Nach dieser Dokumentation folgte in 2010 Portugals Algarve auf eigene Faust. 2011 brachten sie die erfolgreiche Naturdoku Die Nordsee von oben ins Kino. 2012 folgte Australien in 100 Tagen. 2013 kam Die Ostsee von oben in die Kinos und ab Februar 2016 lief ihr neues Projekt Südafrika – Der Kinofilm in den Lichtspielhäusern.

## Kritiken
„Eine außergewöhnliche Reisereportage. Diese Reisereportage ist erfrischend anders, die Bilder sind wunderschön, die Texte mitreißend, informativ und amüsant. Mit den vielen Tipps und Infos könnte man tatsächlich direkt in den Flieger steigen und die Route nachreisen. Die, die noch nicht in Neuseeland waren, packt nach den zwei Stunden Film garantiert das Fernweh. Alle anderen schwelgen nach dem Abend in Erinnerungen an ihre eigene Reise.“

„Da aber die Abenteurer Silke Schranz und Christian Wüstenberg mit der Auswahl an Neuseeland-Reiseführern und -filmen mehr als unzufrieden waren, bewaffneten sie sich kurzerhand selbst mit einer Kamera, bereisten das Land drei Monate lang und verwirklichten ihre eigenen Vorstellungen von einem Reisefilm.“